# Капустин (Белореченский район)
Капу́стин — хутор в Белореченском районе Краснодарского края России. Входит в состав Школьненского сельского поселения.

## Географическое положение
Расположен в 5,8 км от центра поселения и в 15 км от районного центра.

## История
Согласно «Списку населённых мест Северо-Кавказского края» за 1925 год хутор входил в состав Воронцово-Дашковского сельского совета Белореченского района Майкопского округа Северо-Кавказского края. На тот момент его население составляло 104 человека (49 мужчин и 55 женщин), общее число дворов — 21.
По данным поселенной переписи 1926 года по Северо-Кавказскому краю в Капустине имелось 31 хозяйство, проживал 121 человек (57 мужчин и 64 женщины), в том числе 80 украинцев и 41 русский.

## Население
| 1925 | 1926 | 2002 | 2010 |
| ---- | ---- | ---- | ---- |
| 104  | ↗121 | ↘62  | ↗72  |

## Улицы
- ул. Центральная.